# 塩事業センター

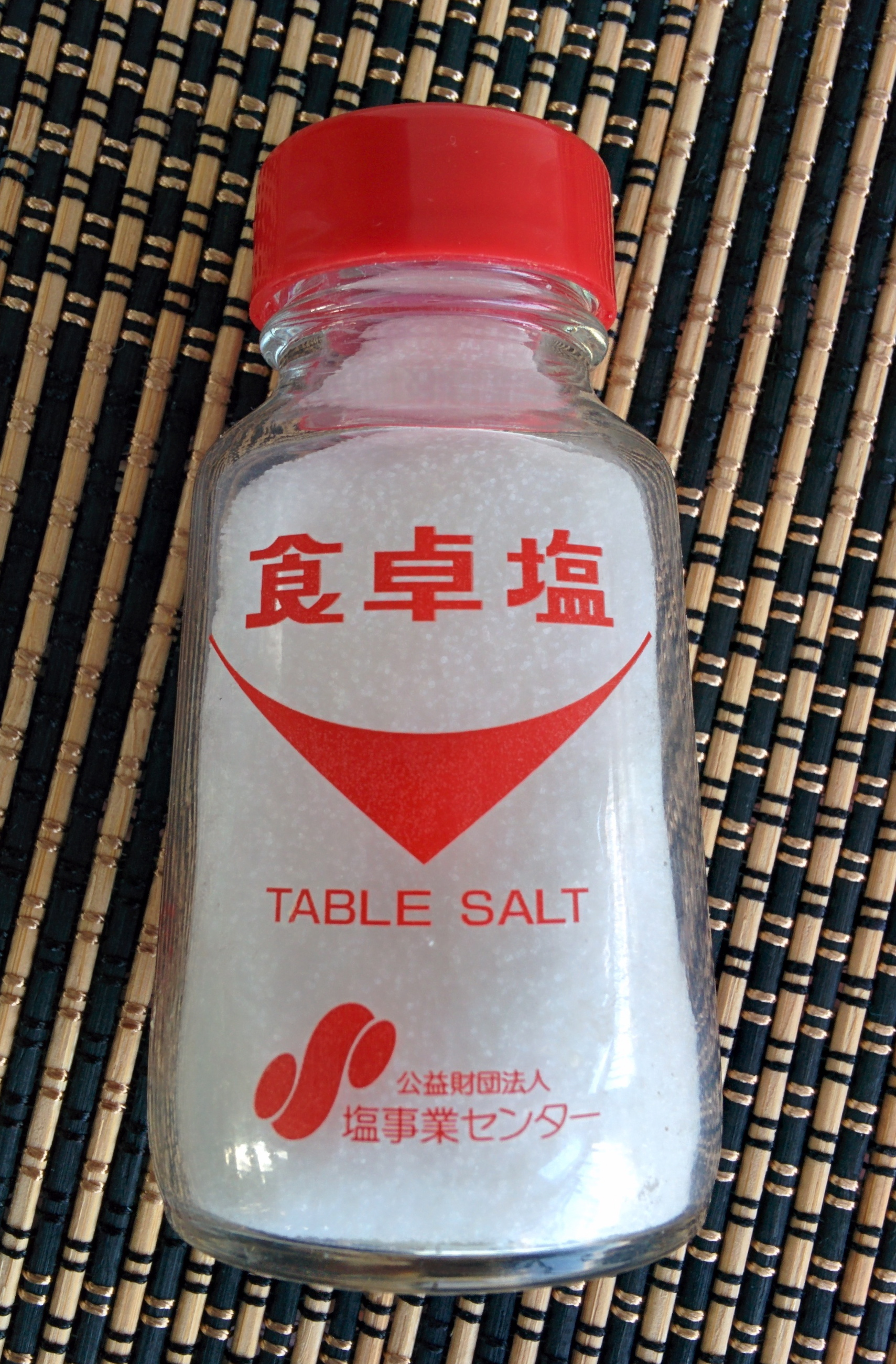
塩事業センター製造の「食卓塩」

公益財団法人塩事業センター（こうえきざいだんほうじんしおじぎょうセンター、英: The Salt Industry Center of Japan）は、塩に関する事業を行っている公益財団法人。

## 組織概要
1905年（明治38年）に塩の専売制度が大蔵省主税局のもとで開始された。当初は日露戦争の軍費調達という収益主義的な側面の強い制度であったが、第一次世界大戦期のインフレなどにより財源確保の意味合いは薄れ、1917年（大正6年）に自給率の低い日本における塩の安定的な供給を主眼とする公益主義的な制度へと変革された。当時より日本は需要の多くを輸入もしくは移入に頼っていたために、第二次世界大戦期は塩の輸入のストップにより需給が急激に逼迫する事態となった。戦後、工業用塩の需要増から輸入が再開され、国内製塩事業による自給確保と安価な塩の全国的な安定流通を目的に塩専売法が改正され、1949年（昭和24年）に専売事業を執り行う日本専売公社が設立された。この公社は1985年（昭和60年）に民営化され日本たばこ産業株式会社に移行。塩事業法が1997年（平成9年）4月1日から施行されることから、1996年（平成8年）7月1日に同社の塩専売事業本部から独立、事業継承して「財団法人塩事業センター」設立。2014年（平成26年）4月1日、公益法人制度改革関連3法に則り公益財団法人に認定され移行した。
塩事業法施行により専売制度は廃止されたが、日本が塩資源に乏しい状況は変わっておらず、また、塩は生活に不可欠な代替性のないものであることから、公益事業として塩に関する調査研究や塩の安定供給、備蓄などを行っている。

## 主な事業内容
- 塩に関する調査研究事業
  - 塩事情に関する研究
  - 製塩技術、商品技術、塩の品質および分析技術に関する研究
  - 調査研究成果の提供
  - 塩の品質検査の受託
- 生活用の塩の供給事業
  - 生活用塩の供給
  - 塩の備蓄